# Juan Lindo
Juan Nepomuceno Fernández Lindo y Zelaya (Tegucigalpa, Intendencia de Comayagua; 16 de mayo de 1790-Gracias, Honduras; 23 de abril de 1857) fue un abogado y político hondureño; último alcalde mayor de la Provincia de Comayagua en 1821, jefe supremo de Estado de El Salvador entre 1841 y 1842, presidente provisional de ese país y luego electo presidente constitucional del Estado de Honduras en el periodo de 1848 a 1852.

## Biografía
Juan Lindo nació el 16 de mayo de 1790 en el seno de una familia de terratenientes. Sus padres fueron el escribano y diputado de la Asamblea Federal Constituyente de 1824, Joaquín Fernández Lindo Molina y Bárbara Zelaya Fiallos, —hermana del jefe de Estado de Honduras José Jerónimo Zelaya Fiallos—. En 1814, obtuvo el grado de licenciado en Derecho de la Universidad de San Carlos de Guatemala.
Lindo estuvo casado con la dama Josefa Pineda Castejón, hija de José Pineda y Bravo, oriundo de Sevilla y gobernador que fue del Círculo de Sensenti, y de la señora Jerónima Castejón, hija del hacendado Juan José Castejón, en tal sentido hermana natural del Capitán general José María Medina.  
Tras la independencia de Centroamérica (1821), el gobernador José Gregorio Tinoco de Contreras y Juan Lindo conocían lo establecido en el acuerdo del Plan de Iguala, también llamado Plan de las tres garantías del 24 de febrero de 1821, sobre la independencia absoluta de México y firmado por Agustín de Iturbide y los representantes centroamericanos. Tinoco de Contreras repartió el poder de la Provincia de Comayagua, nombrando jefe político al licenciado Juan Lindo e Intendente al canónigo José Nicolás Irías Midence. Juan Lindo fue uno de los impulsores de la anexión de las Provincias Centroamericanas al Imperio Mexicano de Agustín de Iturbide.
Lindo fue elegido diputado a la Asamblea Legislativa de Honduras en 1826. Al año siguiente (1827) apoyó al conservador teniente general José Justo Milla, quien derrocó al jefe del Estado de Honduras, Dionisio de Herrera. Fue diputado a la Asamblea Constituyente convocada en junio de 1838, donde representó los intereses del conservadurismo centroamericano. Desde su cargo en la Asamblea Constituyente, promovió la separación de Honduras de la República Federal de Centro América en el mes de octubre de 1838.

### Presidente de El Salvador
En 1840, viajó a El Salvador, donde con el apoyo del general Francisco Malespín fue designado secretario de Estado de octubre de 1840 a enero de 1841 y posteriormente elegido jefe provisional del Estado de El Salvador del 7 de enero al 20 de junio de 1841 y presidente del Estado del 28 de junio de 1841 al 1 de febrero de 1842. Durante su gobierno, una Asamblea Constituyente proclamó el 2 de febrero de 1841 la separación de El Salvador de la Federación Centroamericana; y los días 16 y 18 del mismo mes y año, respectivamente, aprobó el Decreto Legislativo de Fundación de la Universidad de El Salvador y emitió una nueva Constitución que derogó a la que había sido expedida el 12 de junio de 1824.

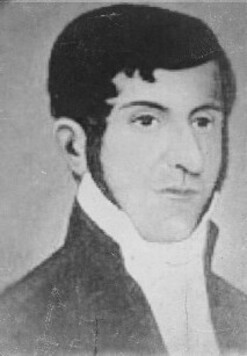
Fotografía del Licenciado Juan Lindo, Presidente de El Salvador y de Honduras.

### Presidente de Honduras
En 1842, regresó a Honduras y se estableció en la ciudad de Comayagua. 
El 12 de febrero de 1847 fue elegido presidente constitucional del Estado de Honduras, cargo que ejerció hasta el 4 de febrero de 1848 la misma fecha en que invadió Guatemala y sostuvo la capital del vecino país. En este mandato se creó la Universidad Nacional de Honduras (hoy UNAH) y se promulgó la nueva Constitución Política de 1848, que estableció un período presidencial de 4 años. De acuerdo a ésta, Lindo fue elegido para un nuevo período, que concluiría el 1 de febrero de 1852.
En esta segunda administración, Lindo, «El zorro» como era llamado, planea una maniobra política conocida como El Convenio de Pespire para deshacerse de sus opositores Francisco Ferrera, José Santos Guardiola, Coronado Chávez, Felipe Jauregui. En dicho pacto se enviaba al exilio a la república de El Salvador y Guatemala a los antes mencionados, siendo el minero Victoriano Castellanos Cortés nombrado Comisionado por el gobierno salvadoreño para suscribir este convenio. 
Lindo, una vez entregó la presidencia al vicepresidente Felipe Bustillo entre el 10 de septiembre al 8 de diciembre de 1848, se fue para la ciudad de Gracias, desde donde instigó para que Santos Guardiola no se sublevara contra él, ni contra Bustillo, sino contra la Asamblea Legislativa, demandando la reclusión o la expulsión del país de Francisco Ferrera y de Coronado Chávez”.  Bustillo, al verse acorralado dentro de la maraña política, renunció a la administración y salió de Comayagua, que en esos tiempos era la capital del Estado de Honduras.
Lindo firmó una alianza con el presidente salvadoreño Doroteo Vasconcelos para declararle la guerra al gobierno de Guatemala, que presidía Rafael Carrera. Las tropas aliadas invadieron el territorio guatemalteco, pero fueron derrotadas por Carrera en La Batalla de la Arada, el 2 de febrero de 1851. Finalizado su período, entregó la presidencia al político olanchano José Francisco Gómez y Argüelles, y este a su vez al general José Trinidad Cabañas. Lindo se retiró de la política, estableciéndose en la ciudad de Gracias, en el departamento de Lempira, donde falleció. Su tumba se encuentra en el Fuerte San Cristóbal.

### Ascendencia
Bosquejo del árbol genealógico del licenciado Juan Lindo. 
|  |                                             |  |  |  |  |  |  |  |  |  |  |  |  |  |  |  |
|  | 8. Joséph Zelaya                            |  |  |  |  |  |  |  |  |  |  |  |  |  |  |  |
|  |                                             |  |  |  |  |  |  |  |  |  |  |  |  |  |  |  |
|  |                                             |  |  |  |  |  |  |  |  |  |  |  |  |  |  |  |
|  | 4. Juan José Zelaya Midence                 |  |  |  |  |  |  |  |  |  |  |  |  |  |  |  |
|  |                                             |  |  |  |  |  |  |  |  |  |  |  |  |  |  |  |
|  |                                             |  |  |  |  |  |  |  |  |  |  |  |  |  |  |  |
|  | 9. Antonia Midence                          |  |  |  |  |  |  |  |  |  |  |  |  |  |  |  |
|  |                                             |  |  |  |  |  |  |  |  |  |  |  |  |  |  |  |
|  |                                             |  |  |  |  |  |  |  |  |  |  |  |  |  |  |  |
|  | 2. Bárbaba Zelaya y Fiallos                 |  |  |  |  |  |  |  |  |  |  |  |  |  |  |  |
|  |                                             |  |  |  |  |  |  |  |  |  |  |  |  |  |  |  |
|  |                                             |  |  |  |  |  |  |  |  |  |  |  |  |  |  |  |
|  | 10. Manuel Fiallos Peña                     |  |  |  |  |  |  |  |  |  |  |  |  |  |  |  |
|  |                                             |  |  |  |  |  |  |  |  |  |  |  |  |  |  |  |
|  |                                             |  |  |  |  |  |  |  |  |  |  |  |  |  |  |  |
|  | 5. María de la Rosa Fiallos Peña Castejón   |  |  |  |  |  |  |  |  |  |  |  |  |  |  |  |
|  |                                             |  |  |  |  |  |  |  |  |  |  |  |  |  |  |  |
|  |                                             |  |  |  |  |  |  |  |  |  |  |  |  |  |  |  |
|  | 11. Isabel Castejón Díaz                    |  |  |  |  |  |  |  |  |  |  |  |  |  |  |  |
|  |                                             |  |  |  |  |  |  |  |  |  |  |  |  |  |  |  |
|  |                                             |  |  |  |  |  |  |  |  |  |  |  |  |  |  |  |
|  | 1. Juan Nepomuceno Fernández Lindo y Zelaya |  |  |  |  |  |  |  |  |  |  |  |  |  |  |  |
|  |                                             |  |  |  |  |  |  |  |  |  |  |  |  |  |  |  |
|  |                                             |  |  |  |  |  |  |  |  |  |  |  |  |  |  |  |
|  | 6. Alonso Fernández Lindo                   |  |  |  |  |  |  |  |  |  |  |  |  |  |  |  |
|  |                                             |  |  |  |  |  |  |  |  |  |  |  |  |  |  |  |
|  |                                             |  |  |  |  |  |  |  |  |  |  |  |  |  |  |  |
|  | 3. Joaquín Fernández Lindo y Molina         |  |  |  |  |  |  |  |  |  |  |  |  |  |  |  |
|  |                                             |  |  |  |  |  |  |  |  |  |  |  |  |  |  |  |
|  |                                             |  |  |  |  |  |  |  |  |  |  |  |  |  |  |  |
|  | 7. María Mercedes Molina                    |  |  |  |  |  |  |  |  |  |  |  |  |  |  |  |
|  |                                             |  |  |  |  |  |  |  |  |  |  |  |  |  |  |  |
|  |                                             |  |  |  |  |  |  |  |  |  |  |  |  |  |  |  |